# Uemura Takashi
Takashi Uemura (sinh ngày 2 tháng 12 năm 1973) là một cầu thủ bóng đá người Nhật Bản.

## Sự nghiệp câu lạc bộ
Takashi Uemura đã từng chơi cho Yokohama Flügels, Vissel Kobe, Sagan Tosu, Kawasaki Frontale, Cerezo Osaka và JEF United Ichihara.